# António Cardoso e Cunha

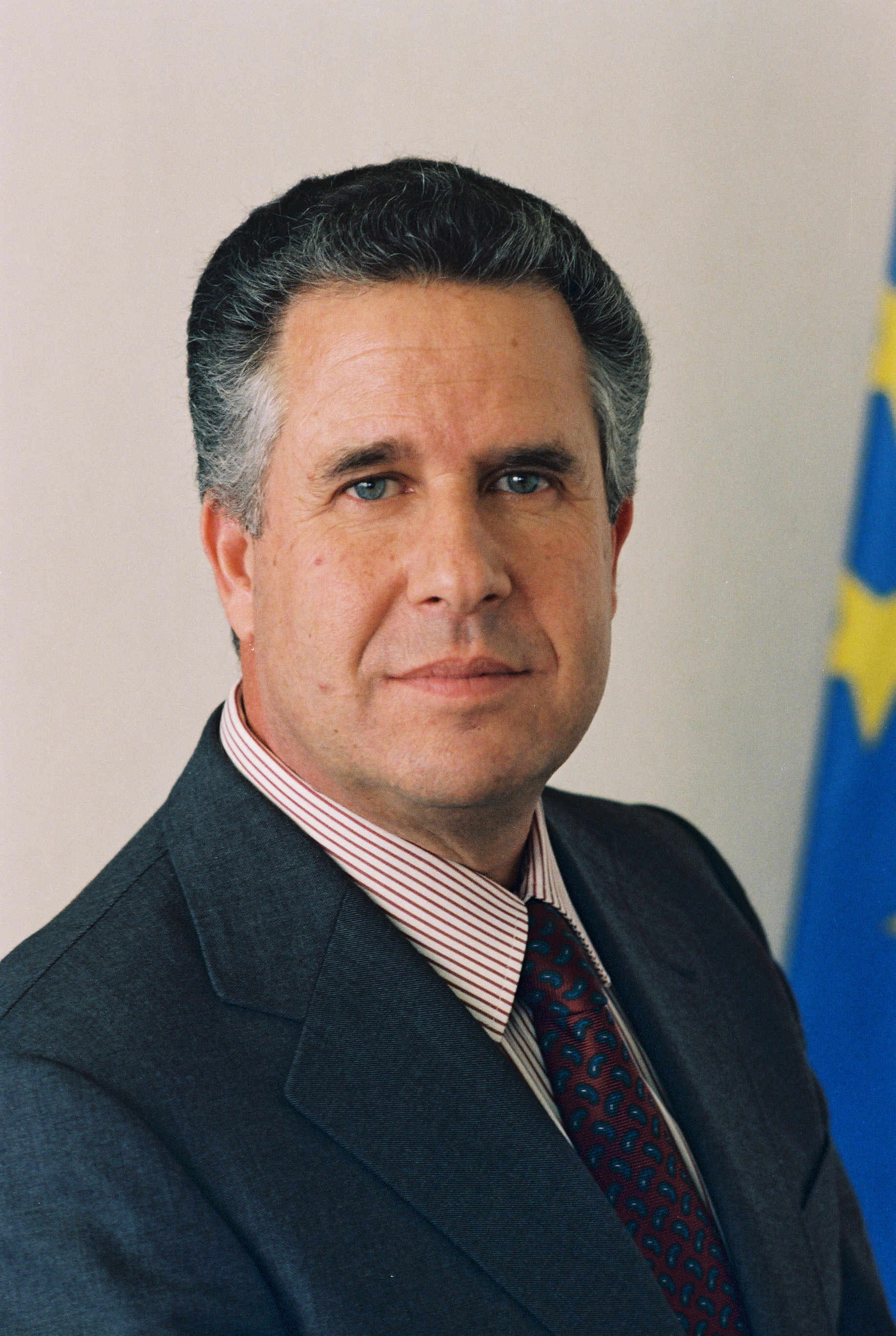
António Cardoso e Cunha, 1988

António José Cardoso e Cunha (* 28. Januar 1933 in Leiria; † 24. Januar 2021) war ein portugiesischer Politiker der PSD und EG-Kommissar.

## Biografie
Antonio Cardoso absolvierte ein Studium als Chemieingenieur.
Für mehrere Legislaturperioden gehörte er der Assembleia da República an. Er war Staatssekretär im Außenhandels- und Wirtschaftsministerium und vom 3. Januar 1980 bis 4. September 1981 Minister für Landwirtschaft und Fischerei (Ministro da Agricultura e Pescas) in den Kabinetten der Ministerpräsidenten Francisco Sá Carneiro, Diogo Freitas do Amaral und Francisco Pinto Balsemão.
Nach dem Beitritt Portugals zur Europäischen Gemeinschaft wurde er am 6. Januar 1986 zunächst Fischereikommissar. Von 1989 bis 1993 gehörte er als Kommissar für Energie der Europäischen Kommission an. Während seiner Amtszeit als Energiekommissar versuchte er eine Auflösung der Monopole von Gas- und Elektrizitätsunternehmen. Diese Pläne wurden jedoch von der Stromwirtschaft abgelehnt.
Danach war er bis 1997 erster Kommissar der Expo 98 in Lissabon. Im Anschluss wurde er Präsident des Verwaltungsrates der Fluggesellschaft TAP Portugal. Von diesem Amt trat er im August 2004 zurück.
Cardoso e Cunha starb am 24. Januar 2021 im Alter von 87 Jahren. Zahlreiche Persönlichkeiten Portugals wie auch der Europäischen Union kondolierten und erinnerten an die politischen Erfolge Cardoso e Cunhas.